# تپه گورستان کهنه
تپه قبرستان کهنه مربوط به سده‌های اولیه دوران‌های تاریخی پس از اسلام است و در شهرستان زنجان، بخش قره پشتلو، روستای جوره کندی واقع شده و این اثر در تاریخ ۱۰ دی ۱۳۸۱ با شمارهٔ ثبت ۶۷۰۰ به‌عنوان یکی از آثار ملی ایران به ثبت رسیده است.